# Cymothoa elegans
Cymothoa elegans es una especie de crustáceo isópodo marino del género Cymothoa, familia Cymothoidae. Fue descrita científicamente por Bovallius en 1885.

## Descripción
Cymothoa Elegans tiene un exoesqueleto de estructura sólida, calcáreo y quitinoso. Esto significa que tiene una especie de estructura córnea que forma parte de su exoesqueleto y está formada por carbonato de calcio. El cuerpo está aplanado (dorso-ventralmente), lo que significa que está aplanado tanto en la parte superior como en la inferior de la especie, lo que es común en los isópodos marinos. Además de este exoesqueleto en los isópodos, estas especies tienen la superficie superior de su cuerpo formada por placas superpuestas que brindan protección y flexibilidad para que el espécimen se mueva. Tienen extremidades articuladas con patas no especializadas y estos isópodos parásitos son similares en tamaño y ambiente a los anfípodos. El diseño corporal se compone de una cabeza, un tórax y un abdomen.

## Distribución
Se ha registrado que esta especie se encuentra frente a la costa norte de Java, Indonesia. En términos más generales, los isópodos parásitos se encuentran con mayor frecuencia en lugares tropicales y subtropicales.

## Comportamiento
Este tipo de parásito ataca la cavidad bucal del pescado y se lo come. Se puede encontrar en el labio o dentro de la boca e incluso se ha localizado en las branquias. El isópodo también se puede encontrar en el exterior del pez, posiblemente antes de entrar en la boca. Esto puede dañar o matar al huésped, lo que causa problemas a los pescadores que intentan atrapar los peces. Además, estas heridas que originan los peces pueden causar puntos de entrada para microbios y más enfermedades. Un solo organismo pasará su ciclo de vida en un huésped, utilizando así al huésped para sobrevivir durante toda su vida.

## Digestión
Debido a que estos parásitos chupan sangre, succionan toda la comida hacia el esófago, que luego pasa al estómago. Tienen piezas bucales adaptadas para agarrar y chupar a sus hospedadores.

## Reproducción
Los huevos se mantienen en la bolsa de cría de la hembra, ya sea dentro o fuera del cuerpo. No está claro si estas especies son hermafroditas, lo que significa que nacen como macho y se convierten en hembras más adelante en la vida. Esto se debe a que, en general, esta es una especie muy desconocida, aunque es común para otros isópodos parásitos.